# Żary
Żary [ˈʒarɨ] (tyska: Sorau, lågsorbiska: Žarow) är en stad i västra Polen, belägen i Lubusz vojvodskap. Staden har 38 938 invånare (2013) och är administrativt en självständig stadskommun. Den omgivande landskommunen Gmina Żary har sitt säte i staden men är en separat administrativ enhet. Staden är dessutom huvudort för distriktet Powiat żarski.

## Geografi
Żary är den näst största orten i det historiska landskapet Niederlausitz (polska Łużyce Dolne), efter Cottbus i Tyskland, och är därigenom den största staden i regionen på den polska sidan. Strax utanför staden, på var sin sida om stadskärnan, passerar  floderna Bóbr och Lubsza som båda är bifloder till Oder.

## Historia
Platsen Żary/Sorau var bebodd under tidig medeltid av en sorbisk-slavisk folkgrupp, från vilken ortnamnet troligen härstammar. Den omnämns första gången som Gau Zara av Thietmar av Merseburg 1007, och regerades under denna tid av Boleslav I av Polen.
Staden Żary/Sorau grundades omkring 1260 under huset Wettins tid som länsherrar över Niederlausitz. Staden fick då stadsrättigheter efter magdeburgsk stadsrätt. Som regerande furstar följde den schlesiska grenen av huset Piast (till 1364) och därefter Kungariket Böhmen fram till 1635. Staden Sorau hade dock inte oberoende ställning utan var under denna tid underställd lokala länsherrar, bland annat släkterna von Dewin, von Pack (som delar sitt släktvapen hjorten med stadens vapensköld), därefter släkterna von Bieberstein och från 1559 grevarna av Promnitz. Staden utgjorde handels- och administrationscentrum i ett utsträckt lantligt område som huvudsakligen befolkades av sorber. 
Mellan 1525 och 1540 infördes stegvis den lutherska reformationen, och under denna tid började man hålla gudstjänster på sorbiska i Sankta Anna-kapellet. Staden och länet erhöll ett eget konsistorium under slutet av 1500-talet. Staden skadades svårt under trettiåriga krigets strider då både svenska och kejserliga trupper tågade genom staden.
Tillsammans med Niederlausitz tillföll staden kurfurstendömet Sachsen 1635 och förblev under sachsiskt styre fram till 1815. Från 1815 till 1945 var staden huvudort i Landkreis Sorau (Lausitz) i provinsen Brandenburg i Preussen, från 1871 i Tyskland.

Karta över den gamla stadskärnan i Żary som den såg ut 1873.

Staden fick under 1800-talet en betydande textilindustri, och omkring hälften av stadens industriarbetare arbetade inom textilindustrin. Vid folkräkningen 1939 hade staden 19 226 invånare. Delar av Focke-Wulf-fabrikerna utlokaliserades till Sorau under kriget. 1944 drabbades stadens gamla stadskärna av ett allierat bombangrepp.
Staden erövrades av Röda armén i februari 1945 och i samband med detta flydde stora delar av den tysktalade befolkningen västerut. Av den återstående tysktalande befolkningen tvångsförflyttades de flesta västerut när den nya nationsgränsen mellan Tyskland och Polen drogs vid Oder-Neisse-linjen. Under slutet av 1940-talet och 1950-talet återbefolkades staden av polsktalande invånare, huvudsakligen från centrala Polen och de av Sovjetunionen annekterade områdena i öster. Sedan dess bär staden som officiellt namn den polska namnformen, Żary. 
Staden är sedan den administrativa reformen 1 januari 1999 huvudort i det då återinrättade distriktet Powiat żarski, i det samtidigt skapade Lubusz vojvodskap.

## Kända Żarybor
Till stadens internationellt mest kända invånare hör barockkompositören Georg Philipp Telemann (1681-1767), som 1705-1706 var bosatt i staden som kapellmästare åt greve Erdmann II, samt matematikern Ernst Eduard Kummer (1810-1893).
- Basilius Faber (omkring 1520-1576), pedagog.
- Jolanta Fedak (född 1960), politiker för Polska folkpartiet, Polens arbetsmarknads- och socialminister 2007-2011.
- Maximilian Gritzner (1843-1902), heraldiker.
- Ernst Eduard Kummer (1810-1893), matematiker.
- Iwona Matkowska (född 1982), brottare.
- Andrzej Niedzielan (född 1979), fotbollsspelare.
- Johann Samuel Petri (1738-1808), kompositör.
- Christian Friedrich Richter (1676–1711), läkare och psalmförfattare.
- Friedrich Schoenfelder (1916-2011), skådespelare.
- Tadeusz Ślusarski (1950-1998), stavhoppare.
- Józef Tracz (född 1964), brottare.
- Friedrich von Wendt (1738-1818), läkare.